# 911 (canción de Cyndi Lauper)
«911» es una canción interpretada por la cantante estadounidense Cyndi Lauper, incluida en su segundo álbum de estudio True Colors. Compuesta por  Lauper, Lennie Petze y Essa Mohrack. 

## Letra
La canción sitúa a Cyndi Lauper en su casa en llamas, en la que dice que el fuego comenzó en la cocina y se extendió al cuarto donde le quemó dicha habitación. Al final sale un operador diciendo que el 911 no está disponible en su zona. En el grabador, se puede oír la voz de Pee Wee Human, un colaborador con el que Cyndi trabajo en True Colors (1986), que colaboró para la voz del operador al final que dice :
“The 911 emergency number, Is not in effect in the area where you are
Please hang up and dial "0" for operator, This is a recording”
En la parte del teleoperador ponen al 0 pronunciado como una O, ya que en el idioma inglés, el número 0 se pronuncia como una O en caso de que se hable de deletrear un número o una tecla del teléfono
Traducido :
”El 911 no tiene cobertura en el área en el que usted se ubica, por favor cuelga y pulse “0” para hablar con un operador, esto es una grabación”

## Nominaciones
La canción le valió a Lauper para una nominación a los premios Grammy como “Mejor Interpretación Vocal de Rock Femenino” de 1987 por el álbum True Colors (1986), lo que convirtió a Lauper a la primera artista que consigue ganar un Grammy con una canción no considerada como un sencillo, ni sencillo promocional.